# Ройо Перес, Иоахим
 Иоахим Ройо Перес  (исп. Joaquín Royo Pérez, 1691 г., провинция Теруэль, Испания — 28.10.1748 г., Фучжоу, Китай) — святой Римско-Католической Церкви, член монашеского ордена доминиканцев, миссионер, мученик.

## Биография
Точная дата рождения Иоахима Ройо Переса не известна. В 1709 году он вступил в новициат монашеского ордена доминиканцев. В 1712 году Иоахима Ройо Переса вместе с Петром Санс-и-Йорда послали на миссию на Филиппины. В 1715 году Иоахим Ройо Перес прибыл в Китай в город Цюаньчжоу, где стал проповедовать христианство среди китайцев. Через некоторое время стал проповедовать в подпольных условиях в провинциях Цзянси и Чжэцзян. В июле 1746 года был обнаружен китайскими властями и отправлен в тюрьму в Фучжоу, где пробыл последующие два года. Иоахим Ройо Перес был казнен 28 октября 1748 года.

## Прославление
Иоахим Ройо Перес был беатифицирован 14 мая 1893 года Римским Папой Львом XIII и канонизирован 1 октября 2000 года Римским Папой Иоанном Павлом II вместе с группой 120 китайских мучеников.
День памяти в Католической Церкви — 9 июля.

## Источник
- George G. Christian OP, Augustine Zhao Rong and Companions, Martyrs of China, 2005, стр. 18 (англ.)